# Phare de la Teignouse
Le phare de la Teignouse est un phare du Morbihan situé entre la presqu'île de Quiberon et l'île de Houat, dans le prolongement de la pointe du Conguel. Il marque le passage de la Teignouse pour sortir de la baie de Quiberon, partie occidendale de Mor braz, en direction de Belle-Île-en-Mer. Construit à partir de 1843, il a été mis en service pour la première fois le 1er janvier 1845.

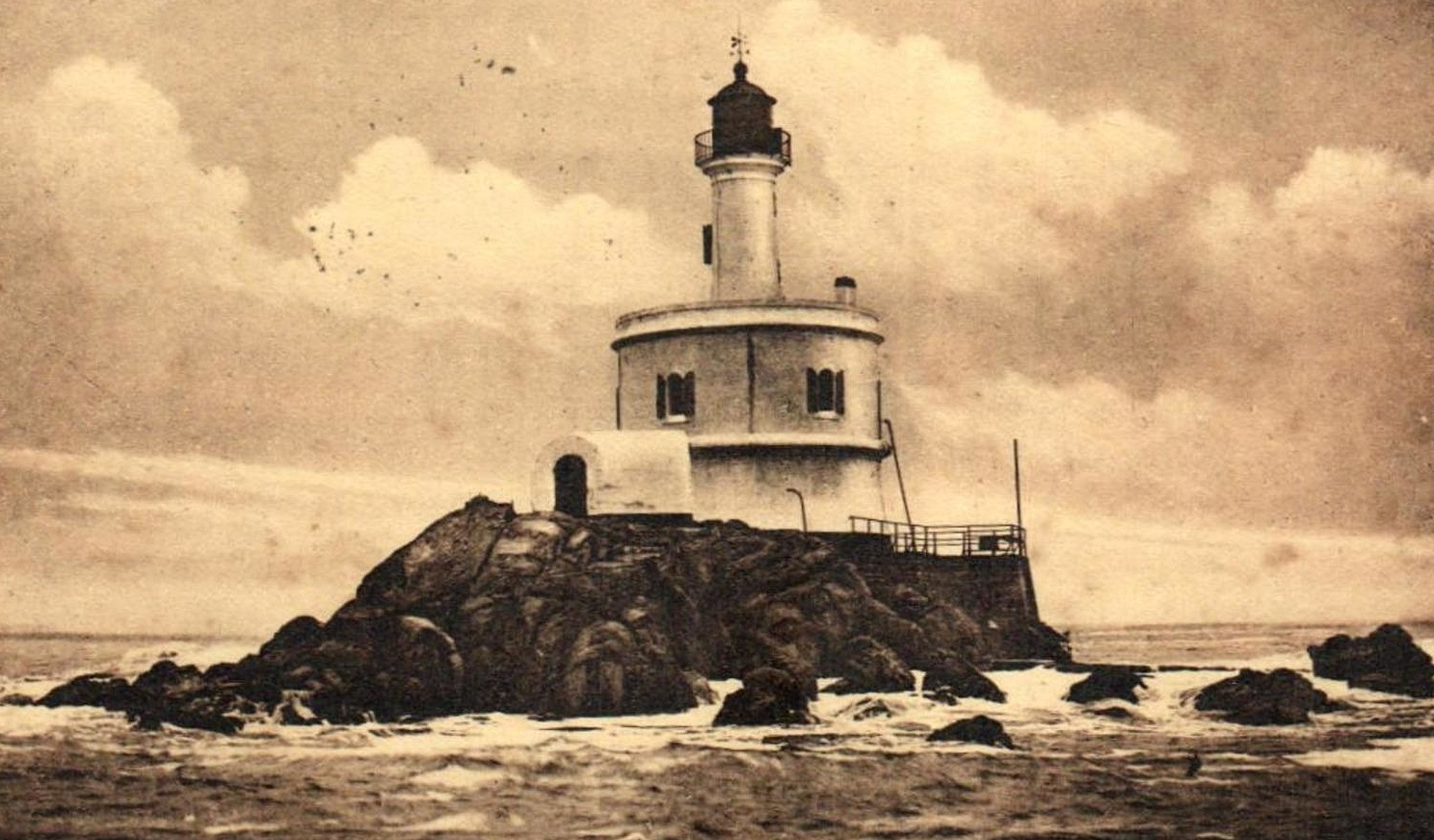
Le phare de la Teignouse au début du XXe siècle.

Électrifié dans les années 1970, à l'aide d'un aéro-générateur, ses derniers gardiens l'ont définitivement quitté en juillet 1983 après son entière automatisation. Aujourd'hui, l'aéro-générateur a été délaissé au profit de panneaux photovoltaïques.

## Système d'identification automatique
Le phare de la Teignouse est une station du Système d'identification automatique appelé communément AIS pour Automatic Identification System.
Le numéro de station (MMSI) est : 992271007 (ce qui permet de faire un relèvement gonio)

## Données nautiques
La codification sur la carte marine 7033 du SHOM est
FI WR 4s 20m 15/11M ce qui signifie
- c'est un feu à secteurs (secteur W blanc, R rouge)
- c'est un feu à éclats  (FI)
- la période est de 4 secondes (4 s)
- l'élévation est de 20 mètres (20 m) ce qui permet de calculer la distance avec un sextant (hauteur x 1.86) / angle lu sur le sextant
- la portée est de 15 nautiques pour le secteur blanc et 11 nautiques pour le secteur rouge (15/11M)

(carte 7033 du SHOM)
Rythme : L=1 s / O=3 s T=4 s
(DIRM NAMO)